# 박양계
박양계(朴良桂, 1961년 5월 10일~)는 대한민국의 전직 농구 선수로 선수 시절 포인트 가드로 활동했다.

## 경력
1961년 부산에서 해운업에 종사하는 박정석의 2남 2녀 중 차녀로 태어났다. 대평국민학교 4학년 때 농구를 시작했으며 동주여상 졸업을 앞두고 한국화장품 농구단에 입단했다.
1980년에 처음으로 대한민국 대표팀에 발탁되었으며 1984년 로스앤젤레스에서 열린 1984년 하계 올림픽에 참가했으나 훈련 도중 무릎 부상을 입으면서 경기에는 출전하지 못했다.
올림픽 훈련 당시 입은 부상으로 인해 1986년 2월 현역 은퇴를 선언했다. 현역 은퇴 후인 1987년 이화여자대학교 체육학과에 입학했으며 같은 해에 창설된 이화여대 농구단에 잠시 복귀하여 선수로 뛰었다. 그 해 5월에는 이화여대 농구단 코치가 되었으며 이후 이화여대 농구단 감독, 한국여자프로농구 경기감독관, 한국여자프로농구 기술위원회 위원 등을 지냈다.

## 수상
- 체육훈장 맹호장(1984년 8월 17일)
- 체육훈장 백마장(1980년 10월 21일)